# Абвильская культура

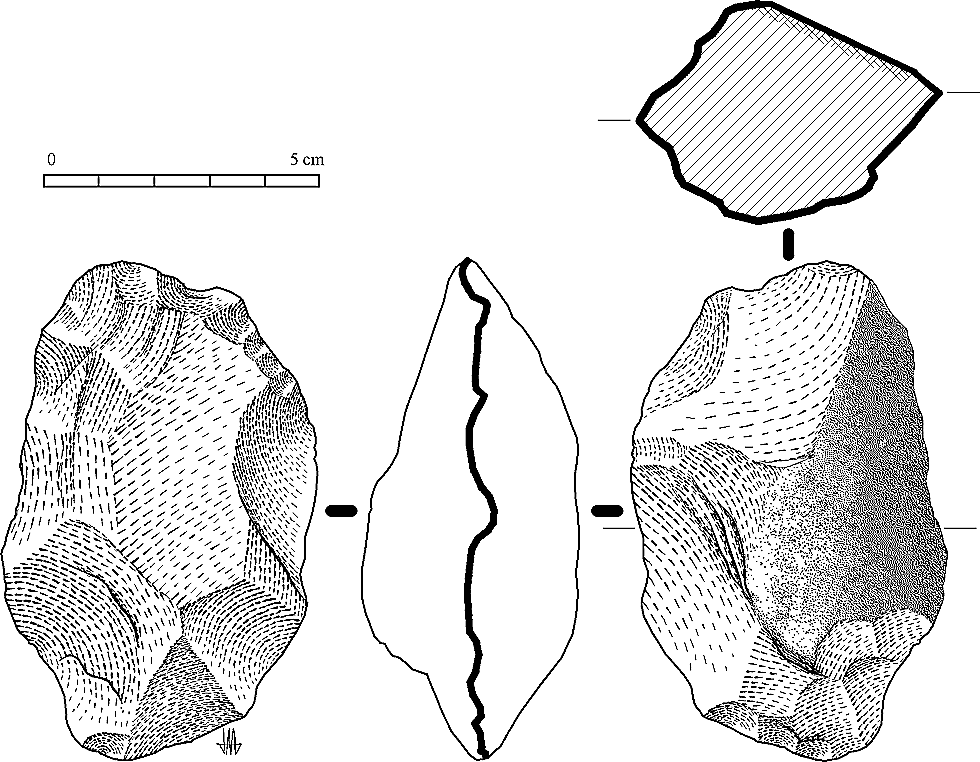
Орудия аббевильской культуры, найденные в Испании

Аббеви́льская культу́ра(шелльская культура, древнеашёльская культура, шелль) — археологическая культура нижнего палеолита.

## Период
Аббевильская культура возникла приблизительно 1,5 млн лет назад, сменив олдувайскую культуру, и закончилась примерно 300 тыс. лет назад, когда её сменила ашёльская культура. Однако некоторые археологи рассматривают аббевильскую культуру как начальную фазу ашёльской.

## Территория
Европа и Африка. В связи с ухудшением климата и началом оледенения носители аббевильской культуры были вынуждены покинуть Европу и концентрировались в Африке.

## История выделения аббевильской культуры
Первоначально она называлась шелльская культура (это название часто употребляется в русской литературе) по имени французского города Шелль близ Парижа. В 1920—30 годах было установлено, что орудия труда, найденные у города Аббевиля (в долине Соммы, Франция), более типичны для эпохи раннего палеолита, чем находки у города Шелль, и шелльская культура была переименована в аббевильскую культуру. Орудия обнаружил в 1839—1848 годах француз Жак Буше де Перт (1788—1868), директор таможенного бюро города Аббевиль, давший название найденному виду орудий «каменный топор». Найденные им орудия также называются ручные рубила.

## Изделия культуры
Аббевильское ручное рубило долгое время считалось основным орудием нижнего палеолита. Типичное рубило по форме похоже на ладонь человека с сомкнутыми пальцами или сплющенную грушу. Технология изготовления ручного рубила сложнее, чем чоппера. Для их изготовления использовались крупные куски камней, откалываемые от больших каменных глыб (валунов). Ручное рубило изготовлялось путём двусторонней оббивки. Камню придавалась нужная форма в результате нанесения ударов другим камнем, служившим отбойником. Для этого заготовке требовалось около 30 ударов (сколов). Рабочей частью служил суживающийся конец рубила, путём целенаправленных ударов этот конец приобретал острый край. Противоположный конец («пятка») имел утолщённую и закруглённую форму, при использовании рубила этот конец зажимался в ладони человека. Максимальные размеры ручного рубила — 20 см, вес 2,5 кг.
Назначение ручных рубил до конца не выяснено: по всей видимости, это было охотничье и кухонное орудие. Ручные рубила использовались для того, чтобы добивать затравленных зверей и расщеплять их кости для извлечения костного мозга, перерубать сухожилия, чтобы отделить мясо от костей, прокалывать и скрести кожу животных, выкапывать корни съедобных растений и клубни, обрубать ветки со ствола дерева.
Кроме описанного ручного рубила аббевильская культура включает:
- рубила других форм (киркообразные и с долотообразным концом),
- топоровидные кливеры,
- скребла,
- ножи-отщепы,
- деревянные копья,
- сфероиды (каменные ядра)[5].

## Хозяйства культуры
Носители аббевильской культуры использовали огонь и могли возводить временные жилища из камней и веток.

## Численность населения
300 тысяч лет назад общая численность людей составляла около 1 млн человек.